# ادیت نسبیت
ادیت نسبیت بلاند (به انگلیسی: Edith Nesbit Bland) (زادهٔ ۱۵ اوت ۱۸۵۸ در لندن بزرگ – درگذشتهٔ ۴ مه ۱۹۲۴ در کنت) نویسندهٔ انگلیسی قرن نوزدهمی آثار کودکان و نوجوانان و خالق آثاری مانند «بچه‌های راه‌آهن» و «ماجرای جویندگان گنج» و یکی از پیشگامان ادبیات مدرن کودکان و نوجوانان بود.

## زندگی
ادیت نسبیت در ۱۵ اوت ۱۸۵۸ در لندن به دنیا آمد. وقتی ۴ ساله بود پدرش را از دست داد. کودکی او همراه ۵ خواهر و برادر تنی و ناتنی‌اش سپری شد. او در دوران کودکی و نوجوانی همراه با خانواده مدت‌ها در کشورهایی مانند فرانسه، آلمان و اسپانیا زندگی کرد و سرانجام هنگامی که ۱۷ ساله بود دوباره به لندن بازگشت و در سن ۱۸ سالگی با هیوبرت بلاند ازدواج کرد.
در نهایت ادیت نسبیت در ۴ مهٔ ۱۹۲۴ و در ۶۶ سالگی از دنیا رفت.

## فعالیت ادبی
ادیت نسبیت نوشتن را از نوجوانی آغاز کرد و پس از ازدواجش به دلیل مشکلات مالی سعی کرد از طریق نوشتن درآمدی به دست آورد. به همین دلیل مدتی در مطبوعات بزرگسالان مقاله نوشت و بعدها به نگارش کتاب برای کودکان و نوجوانان روی آورد.
«ماجرای جویندگان گنج» نخستین اثر نسبیت بود که در سال ۱۸۹۹ منتشر شد. او در طول زندگی‌اش نزدیک به ۴۰ کتاب کودک و نوجوان نوشت و به دلیل استفاده از عنصر تخیل و واردکردن مفاهیمی مانند فقر به داستان‌های کودک و نوجوان، به عنوان یکی از پیشگامان ادبیات کودک و نوجوان شناخته می‌شود.
از مهم‌ترین آثار نسبیت می‌توان به «بچه‌های راه‌آهن» و «ماجرای جویندگان گنج» اشاره کرد.

## تأثیر و تأثر
نسبیت و آثارش منبع الهام بسیاری نویسندگان هم‌چون «انید بلایتون»، «جی. آر. آر. تالکین» نویسندهٔ «ارباب حلقه‌ها» و «سی. اس. لوئیس» خالق «نارنیا» بوده‌است و فیلم‌های متعددی با اقتباس از کتاب‌های این نویسنده ساخته شده‌است.

## آثار

### ترجمهٔ آثار به فارسی
تاکنون کتاب‌های «بچه‌های راه‌آهن»، «دنیای جادویی»، «پنج بچه و آن»، «داستان جویندگان گنج» و «ققنوس و قالیچهٔ جادویی»، نوشتهٔ نسبیت به فارسی منتشر شده‌اند.

## پی‌نوشت
1. ↑  «خالق «بچه‌های راه‌آهن»...»،  ایبنا.
2. ↑  «خالق «بچه‌های راه‌آهن»...»،  ایبنا.
3. ↑  «خالق «بچه‌های راه‌آهن»...»،  ایبنا.
4. ↑  «خالق «بچه‌های راه‌آهن»...»،  ایبنا.
5. ↑  «خالق «بچه‌های راه‌آهن»...»،  ایبنا.
6. ↑  «خالق «بچه‌های راه‌آهن»...»،  ایبنا.
7. ↑  «خالق «بچه‌های راه‌آهن»...»،  ایبنا.
8. ↑  «خالق «بچه‌های راه‌آهن»...»،  ایبنا.
9. ↑  «خالق «بچه‌های راه‌آهن»...»،  ایبنا.
10. ↑  «خالق «بچه‌های راه‌آهن»...»،  ایبنا.